# サムイ島
座標: 北緯9度30分43.2秒 東経100度0分48.9秒 / 北緯9.512000度 東経100.013583度
サムイ島（サムイとう、タイ語: เกาะสมุย（Ko Samui, コ・サムイ））は、タイ王国南部のスラートターニー県に属する島である。行政区分としては周辺の島々と共にサムイ島郡を形成しており、サムイ島はその中心である。

## 名称
サムイ島のサムイの意味は詳しく分かっていないが、閩南語の「最初の関門」という意味の「チャオブワイ (เช่าบ่วย)」という言葉が訛ったものとも言われている。

## 地理

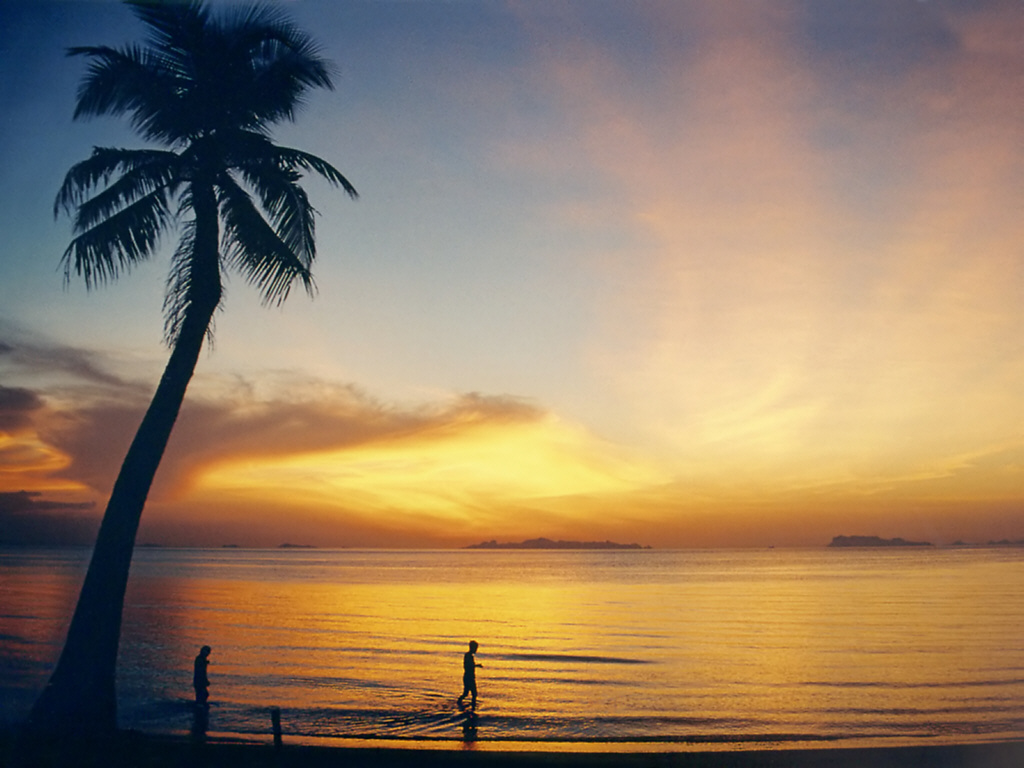
サムイ島の夕暮れ。

タイランド湾西部に位置し、スラーターニー東方約35kmにある。島嶼地帯であり、60あまりの島とともに浮かんでいる。15km四方の丸い島で、中央部はほぼジャングル。ココナッツの木で覆われている。ナームアンの滝などの瀑布も幾つか存在する。海岸部はチャウエン・ビーチをはじめとしたビーチで、近年観光地としてリゾートホテル、レストランやバーが乱立し、大型のショッピングモールも開業している。アジアリゾートのひとつ。なお海洋部はアーントーン諸島海洋国立公園として、タイ政府の管理の元、保護されている。
サムイ島の最高峰は標高635mのポム山である。

### 気候
11月から2月までは雨期であるため、夜間は気温が下がるが基本的には暑い。3月から6月までは年間で一番暑い時期のため、昼は気温が40℃に達し、雨もほとんど降らない。特に12月はモンスーンの影響で、1週間雨または豪雨になることもあり、3日間で700mm以上の雨が降ることも珍しくない。このような豪雨が複数回あると、土地の保水力の限界を超えて雨水がそのまま地表を川となって流れ、自然排水、機械排水の能力を超えて洪水となる。
この洪水により、しばしば島の交通が分断されるが、これは近年の土地の乱開発、建築ラッシュによりクロンと呼ばれる自然放水の流れが阻害され、起こるようになったとも指摘されている。
サムイ島の雨季は、だらだらと始まり、雨季の終盤に数回の長雨、豪雨があってすっぱり終るのが特徴である。
| サムイ島(1981–2010)の気候                                                            | サムイ島(1981–2010)の気候 | サムイ島(1981–2010)の気候 | サムイ島(1981–2010)の気候 | サムイ島(1981–2010)の気候 | サムイ島(1981–2010)の気候 | サムイ島(1981–2010)の気候 | サムイ島(1981–2010)の気候 | サムイ島(1981–2010)の気候 | サムイ島(1981–2010)の気候 | サムイ島(1981–2010)の気候 | サムイ島(1981–2010)の気候 | サムイ島(1981–2010)の気候 | サムイ島(1981–2010)の気候 |
| 月                                                                                   | 1月                       | 2月                       | 3月                       | 4月                       | 5月                       | 6月                       | 7月                       | 8月                       | 9月                       | 10月                      | 11月                      | 12月                      | 年                        |
| ------------------------------------------------------------------------------------ | ------------------------- | ------------------------- | ------------------------- | ------------------------- | ------------------------- | ------------------------- | ------------------------- | ------------------------- | ------------------------- | ------------------------- | ------------------------- | ------------------------- | ------------------------- |
| 平均最高気温 °C （°F）                                                               | 29.0 (84.2)               | 29.4 (84.9)               | 30.6 (87.1)               | 32.6 (90.7)               | 32.5 (90.5)               | 32.2 (90)                 | 32.1 (89.8)               | 31.7 (89.1)               | 30.5 (86.9)               | 29.6 (85.3)               | 29.2 (84.6)               | 32.0 (89.6)               | 30.95 (87.73)             |
| 平均最低気温 °C （°F）                                                               | 24.2 (75.6)               | 25.0 (77)                 | 25.6 (78.1)               | 26.1 (79)                 | 25.7 (78.3)               | 25.5 (77.9)               | 25.2 (77.4)               | 25.2 (77.4)               | 24.8 (76.6)               | 24.3 (75.7)               | 24.1 (75.4)               | 23.9 (75)                 | 24.97 (76.95)             |
| 雨量 mm （inch）                                                                     | 86.2 (3.394)              | 54.4 (2.142)              | 80.8 (3.181)              | 83.1 (3.272)              | 155.9 (6.138)             | 124.1 (4.886)             | 116.3 (4.579)             | 110.9 (4.366)             | 121.7 (4.791)             | 309.8 (12.197)            | 506.6 (19.945)            | 210.3 (8.28)              | 1,960.1 (77.171)          |
| 平均降雨日数 （≥1 mm）                                                               | 11                        | 5                         | 4                         | 8                         | 16                        | 15                        | 15                        | 15                        | 16                        | 20                        | 20                        | 15                        | 160                       |
| % 湿度                                                                               | 83                        | 82                        | 82                        | 81                        | 80                        | 78                        | 78                        | 78                        | 80                        | 85                        | 85                        | 82                        | 81.2                      |
| 出典：Thai Meteorological Department (Normal 1981-2010), (Avg. rainy days 1961-1990) |                           |                           |                           |                           |                           |                           |                           |                           |                           |                           |                           |                           |                           |

## 歴史
20世紀後半まではタイ本土との交流もほとんどなかったと言われているが、20世紀後半に観光地としての開発も進み、サムイ空港も設置されており、タイ内外問わず、人気のある観光地となっている。行政区分としてはスラートターニー県、サムイ島郡であり周辺の諸島を含む（ただし、パンガン島以北は別の行政区域）。

## 経済
郡内の経済は観光業に依存している。しかし、農業も盛んで、ココヤシの生産も行われている。

## 行政区分
サムイ島郡は7のタムボンに分かれる。なお、サムイ島全体は1つのテーサバーンムアン（ムアン自治体）である。
| 1. タムボン・アーントーン・・・ตำบลอ่างทอง 2. タムボン・リパノーイ・・・ตำบลลิปะน้อย 3. タムボン・タリンガーン・・・ตำบลตลิ่งงาม 4. タムボン・ナームアン・・・ตำบลหน้าเมือง 5. タムボン・マレット・・・ตำบลมะเร็ต 6. タムボン・ボープット・・・ตำบลบ่อผุด 7. タムボン・メーナム・・・ตำบลแม่น้ำ | サムイ島郡のタムボン。 |

## 注脚
1. ↑  เกาะสมุย - Thaiways
2. ↑  「サムイ島（スラーターニー）」『【公式】タイ国政府観光庁』。2024年7月8日閲覧。
3. ↑  Khao Pom - 635 m
4. ↑  Samui Eco Hideaway
5. ↑  Introduction to Koh Samui